# Hasenbühl (Kempten)
Hasenbühl ist eine Einöde und ein Ortsteil von Kempten (Allgäu).
Der Ort wurde um 1760 als Einöde in einer stiftkemptischen Landtafel erwähnt. Gegen 1770 soll ein Kemptener Bürger aus der Patrizierfamilie Neubronner ein herrschaftliches Bürgergut mit einem fünfstöckigen Wohnhaus und einem zweistöckigen Stadel erbaut haben. 1818 bis 1972 bildete Hasenbühl mit anderen Ortschaften den Siedlungsverband Sankt Mang. 1819 war Hasenbühl ein Einzelhof mit drei Einwohnern, diese gehörten der Hauptmannschaft Lenzfried an. 1900 lebten in Hasenbühl sechs Menschen, 1954 waren es sieben.